# John Gielgud

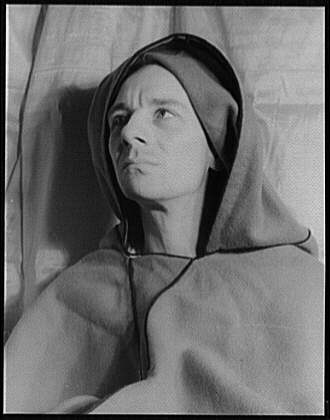
John Gielgud 1936, fotograferad av Carl Van Vechten.

John Gielgud, född 14 april 1904 i South Kensington i London, död 21 maj 2000 i Wotton Underwood nära Aylesbury i Buckinghamshire, var en brittisk skådespelare och teaterdirektör vars karriär sträckte sig över åtta decennier. Tillsammans med Ralph Richardson och Laurence Olivier var Gielgud del i trion av skådespelare som dominerade den brittiska scenen under stora delar av 1900-talet. Som medlem av teaterdynastin Terry på sin moders sida, fick han sitt första betalda engagemang vid Phyllis Neilson-Terrys teatersällskap 1922. Efter att ha studerat vid Royal Academy of Dramatic Art arbetade han i West End innan han etablerade sig på Old Vic 1929-1931.
Under 1930-talet var Gielgud teaterstjärna i West End och på Broadway, där han uppträdde i såväl nya verk som i klassiker. Han påbörjade en parallell karriär som regissör och inrättade sitt eget sällskap på Queen's Theatre i London. Han var känd för sina Hamlet-tolkningar, men också för komediroller som John Worthing i Mister Ernest. När avantgardepjäser började ersätta traditionella West End-produktioner under 1950-talets senare del fann han inte längre några nya lämpliga scenroller och blev istället känd inom teatern för sin enmansshow The Ages of Man. Från slutet av 1960-talet hittade han åter nya pjäser som passade honom, av författare som Alan Bennett, David Storey och Harold Pinter.
Under den första halvan av sin karriär tog Gielgud inte filmen på allvar. Trots att han gjorde sin första film redan 1924 samt hade framgångar med The Good Companions (1933) och Julius Caesar (1953), inledde han inte i egentlig mening sin filmkarriär förrän i sextioårsåldern. Gielgud medverkade i mer än sextio filmer mellan Becket (1964), för vilken han fick sin första Oscarnominering för rollen som Ludvig VII av Frankrike och Elizabeth (1998). För rollen som Hobson, vasstungad betjänt i En brud för mycket (1981) vann han en Oscar för bästa manliga biroll. Hans har även erhållit en Golden Globe Award och två BAFTAs för sitt arbete vid filmen.
Även om han varit i stort sett likgiltig inför utmärkelser, har Gielgud sällsynt nog lyckats vinna en Oscar, en Emmy Award, en Grammy och en Tony. Han var känd från början av sin karriär för sin röst och överlägsna skicklighet att läsa Shakespeare-vers. Gielgud medverkade i mer än hundra radio- och tv-dramasändningar mellan 1929 och 1994 och gjorde inspelningar av många pjäser, inklusive tio av Shakespeare. Han dubbades till riddare 1953 och Gielgud Theatre namngavs efter honom. Från 1977 till 1989 var han president för Royal Academy of Dramatic Art.

## Biografi
John Gielguds far, som var i aktiebranschen, härstammade från en polsk familj som invandrat till Storbritannien, och Gielguds farfars mor Aniela Aszpergerowa hade varit en framstående Shakespeareaktris i sitt hemland Litauen. Moderns släkt, Terry, var en namnkunnig engelsk teatersläkt.
Utbildad vid Royal Academy of Dramatic Art framträdde John Gielgud i många av de klassiska rollerna, inte minst som Shakespearetolkare, redan från sin debut år 1921 på Old Vic, i Henrik V. Han spelade huvudrollen i Hamlet mer än 600 gånger. Bland annat gjorde han den på Kronborgs slott 1939. Förutom Hamlet gjorde han andra Shakespearetolkningar såsom Macbeth, Shylock, Richard II, Julius Caesar, Prospero och Lear. 
John Gielgud adlades 1953 för sina prestationer.
Åren 1956–1964 turnerade han över hela världen med sitt Shakespeare-collage, The Ages of Man, som bland annat framfördes i Göteborg 1964.
John Gielgud medverkade även i ett stort antal filmer och TV-produktioner, däribland Falstaff (1966), Gandhi (1982), En förlorad värld (1981) och Krig och hågkomst (1988). 1981 tilldelades han en Oscar för sin roll som betjänten Hobson i En brud för mycket (1981). 
Bland övriga filmer märks Mordet på Orientexpressen (1974), Elefantmannen (1980) och Flykten från Vatikanen (1983 - i rollen som påven Pius XII).
Gielguds självbiografi Early Stages utkom redan 1938.
John Gielgud var aktiv upp i hög ålder och medverkade i sin sista film, Catastrophe (2000), strax före sin bortgång. Han var vegetarian och öppet homosexuell.

## Filmografi i urval
- 1933 – Spelet kan börja
- 1936 – Spioner i hälarna
- 1941 – Odödliga dagar
- 1953 – Julius Caesar
- 1955 – Richard III
- 1956 – Jorden runt på 80 dagar
- 1957 – Lågor i dunklet
- 1962 – The Cherry Orchard (TV-film)
- 1964 – Becket
- 1966 – Falstaff
- 1973 – Frankenstein: The True Story (TV-film)
- 1974 – Mordet på Orientexpressen
- 1976 – Helvetet i skyn
- 1978 – Les Misérables (TV-film)
- 1978 – Romeo och Julia (TV-film)
- 1979 – En studie i skräck
- 1979 – Caligula
- 1979 – Dirigenten
- 1980 – Elefantmannen
- 1980 – Varför bad de inte Evans? (TV-film)
- 1981 – Triumfens ögonblick
- 1981 – En brud för mycket
- 1981 – En förlorad värld (TV-serie)
- 1981 – De sju urens mysterium (TV-film)
- 1982 – Ringaren i Notre Dame
- 1982 – Gandhi
- 1983 – Flykten från Vatikanen (TV-film)
- 1984 – Titta, vi spionerar
- 1985 – Till varje pris
- 1986 – Mullvaden
- 1986 – The Canterville Ghost
- 1988 – Döden till mötes
- 1988 – Arthur - skakad, inte rörd
- 1988–1989 – Krig och hågkomst (TV-serie)
- 1992 – I örnens klor
- 1992 – Ensam är stark
- 1994 – Scarlett (TV-serie)
- 1995 – Den förste riddaren
- 1996 – Porträtt av en dam
- 1998 – Elizabeth
- 1998 – Merlin